# کریم خان بهادرالسلطنه بویراحمدی
کریم خان بهادرالسلطنه بویراحمدی ایلخان کهگیلویه و بویراحمد در دوران قاجار بود که توانست با متحد ساختن چهار بنیچه(بویراحمد ،چرام ،دشمن زیاری،نویی) قدرت زیادی بدست آورد

## زندگی
ایلخان مسلط بر چهاربنیچه در دوران حکومت قاجار کریم خان بهادرالسلطنه بویراحمدی بود که زمام امور چهار ایل بویراحمد، چرام، دشمن زیاری و نویی را در دست داشت. به گواه تاریخ مقتدرترین ایلخان بویراحمد بود.
در یک درگیری خاندانی در سال۱۲۸۹ ولی خان و هادی خان و محمد حسین خان پدرشان خداکرم خان را می کشند و پس از آن محمد حسین خان به قدرت می رسد.
محمد حسین خان هم توسط برادرانش  ولی خان و هادی خان کشته می شود و ان ها به مقام ایلخانی و ایلبیگی بویراحمد می رسند.کریم خان با حمایت برخی طوایف  عمو های خود را می کشد  وقدرت را به دست می گیرد.
شکرالله خان پسر هادی خان به انتقام خون پدر قیام می‌کند ولی از کریم خان شکست می خورد و به سمت بختیاری فرار می کند 
کریم خان از فرصت استفاده کرده و رقبای خود را سرکوب و کلانتر می‌شود. با توجه به قدرت کریم‌خان و رفاقت و ارتباط صمیمی که با میرزا احمد خان علاءالدوله حاکم وقت شیراز داشت از جانب ایشان مورد تأیید و حمایت قرار گرفته‌است و قدرت بلامنازع تمام منطقه کهگیلویه و بویراحمد گردید.

## اصل و نسب
منطقه امروزی بویراحمد تا اواسط دوران قاجار مرکز قدرت ایل نویی بود.و با شکست محمد خان نویی پسر شفیع خان نویی در سال 1270ق از خدا کرم خان  ایل نویی فروپاشید و طوایف آن جذب ایل های بویراحمد و دشمن زیاری شدن..تا قبل از آن  علاوه بر ایل نویی چهار گروه تامرادی سادات وتیرتاجی و کی گیویی که هر کدام خاستگاه و ریشه متفاوت داشتند در منطقه زندگی می کردند. طوایف ایل بویراحمد مانند دیگر ایلات ایران ریشه و خاستگاه متفاوتی دارند .طوایف آغا وبابکان ریشه آن ها ترکان جغتایی آغاجری(افشار)هستند طوایف احمد غریبی و باطولی  دو تیره از ۲۴تیره اورک هستند 
تیرتاجی ها بازماندگان اتابکان لر بزرگ هستند که از مالمیر بختیاری (ایذه) به این سرزمین امدند 
تامرادی ها و 'کی گیویی ها' و سادات نیز ساکنان اولیه بودند .خاندان کی ملک  از بختیاری ها با متحد کردن این گروه ها و طوایف دیگر  شالوده ایل بویراحمد را ریخت.
هادی خان نبیره کی ملک بود که در دوره زندیه ضابط بخش عمده کهگیلویه و بویراحمد شد. فرزندش محمد طاهر خان مورد بی مهری قاجار قرار گرفت. در سال ۱۲۱۷ پس از شکست از لشکر قاجار، توسط صادق خان آقای قاجار کور شد.
محمد طاهر خان برای جلوگیری از اختلاف بین فرزندانش قسمت گرمسیر و سردسیر کهگیلویه و بویراحمد را جدا و به فرزندان خود علی محمد خان (بلادشاپور)، عبدالله خان و خداکرم خان (سردسیر) را داد.
در سال ۱۲۶۶ خدا کرم خان در بویراحمد سردسیر قدرت یافت. خدا کرم خان در سال ۱۲۸۹ توسط فرزندانش محمد حسین خان و ولی خان طی جنگی شکست خورد و عزل شد.
فرزند محمد حسین خان، کریم خان بهادر السلطنه بود که بعد از یک درگیری خاندانی و کشته شدن پدر و پدربزرگش 
و درگیر جنگ شدن با پسر عمویش شکرالله خان
توانست به ایلخانی بویراحمد برسد.

## دریافت لقب بهادرالسلطنه
کریم خان که در ابتدای ایلخانی خود رابطه خوبی با علاالدوله حاکم شیراز داشت، در سال ۱۳۱۵ قمری به لقب بهادرالسلطنه توسط حاکم فارس مفتخر می‌گردد.

## قدرت کریم‌خان

کریم خان بهادر السلطنه با فرزندش سرتیپ خان

در سال ۱۳۲۰قمری حکومت کهگیلویه  به بختیاری  سپرده شده بود و در اواخر سال ۱۳۲۰ قمری که کریم خان مراحل قدرت را پس از یک رشته درگیری  درون خاندانی به دست گرفت و از سال ۱۳۲۰ قمری که کریم خان مراحل قدرت را از بویراحمد شروع و به سرعت قدرتمندتر می‌شد، در آن زمان آصف الدوله از حاکمیت فارس عزل و علاالدوله جایگزین او شد. کریم خان روابط خود را با علاالدوله بسیار حسنه کرد و قدرت خود را بیش از پیش تقویت کرد. از طرفی ایلخانی گری کریم خان مصادف با نهضت مشروطه بود و از ضعف حکومت استفاده کرد. او بسیار بی باک و نترس و خشن بود و حمله های به ایلات مجاور انجام داد . چندین بار با قشون به شیراز مراجعت کرد و نزدیک مسجد سپهسالار و ارگ کریم‌خان که بیشه زارهای فراوان داشت اتراق می‌کرد. کریم خان باتوجه دیدگاه سنتی‌اش، نظارت فراوان بر قشون خود داشت و بر ارتباطات سربازان خود با توجه به حضور زنان روسپی در نزدیکی ارگ کریم‌خان، بسیار سخت گیر بود. حتی یکبار سربازان کریم خان که مدام در دهدشت  مشغول خوش گذرانی و آزار کسبه بودند، به‌دستور کلانتر دهدشت میر عبدالرضا دهدشتی مورد مجازات قرار گرفتند. احضار کلانتر دهدشت توسط کریم خان که هرکس را بشدت سرکوب می‌کرد، همه فامیل کلانتر دهدشت را نگران از سرنوشت او کرد. ولی کریم خان با صحبت با او و فهمیدن قصور سربازانش از مجازات کلانتر سرباز زد.
پس از مراجعت به شیراز برخلاف میل باطنی علاالدوله او را تحت الحفظ در شیراز جهت اعزام به تهران نگه می‌دارند.
در این بین نزاعی در کهگیلویه سر می‌گیرد و 7 نفر به قتل می‌رسند.  تنها مجتهد آن زمان کهگیلویه، آمیرمحمد لطیف که سابقه تحصیل و تدریس در بهبهان و شیراز و اصفهان و نجف را داشت، به بهبهان مراجعه و بعلت عدم دریافت نتیجه به حاکم فارس از بهبهان تلگراف می‌زند بدین مضمون
ملک کهگیلویه بدون حاکم ماند و نزاع بین ملت درگرفته و خون های زیادی به ناحق ریخته شد، شیرازه امور از هم گسیخته و احتمال گسترش ناآرامی و قتال بیشتر قریب و اصلاح ذات البین ناممکن. نیاز به رتق فتق امور توسط ایلخان است که وی هم به شیراز مراجعت کرده و تحت الحفظ می‌باشد. برای اصلاح امور ملت چاره ای بیاندیشید که حاکم بهبهان قدرت باز کردن دو شاخ ملخ را هم ندارد (استعاره از ناتوانی حاکم). 
با این تلگراف علالدوله از فرصت استفاده و وساطت می‌کند تا سرانجام کریم‌خان از مهلکه جان بدر برد. پس از تلگراف فوق کریم‌خان با دادن تعهد بر دادن مالیات و تمکین از حکومت مرکزی آزاد شد تا به اوضاع تنش داخلی کهگیلویه رسیدگی کند.

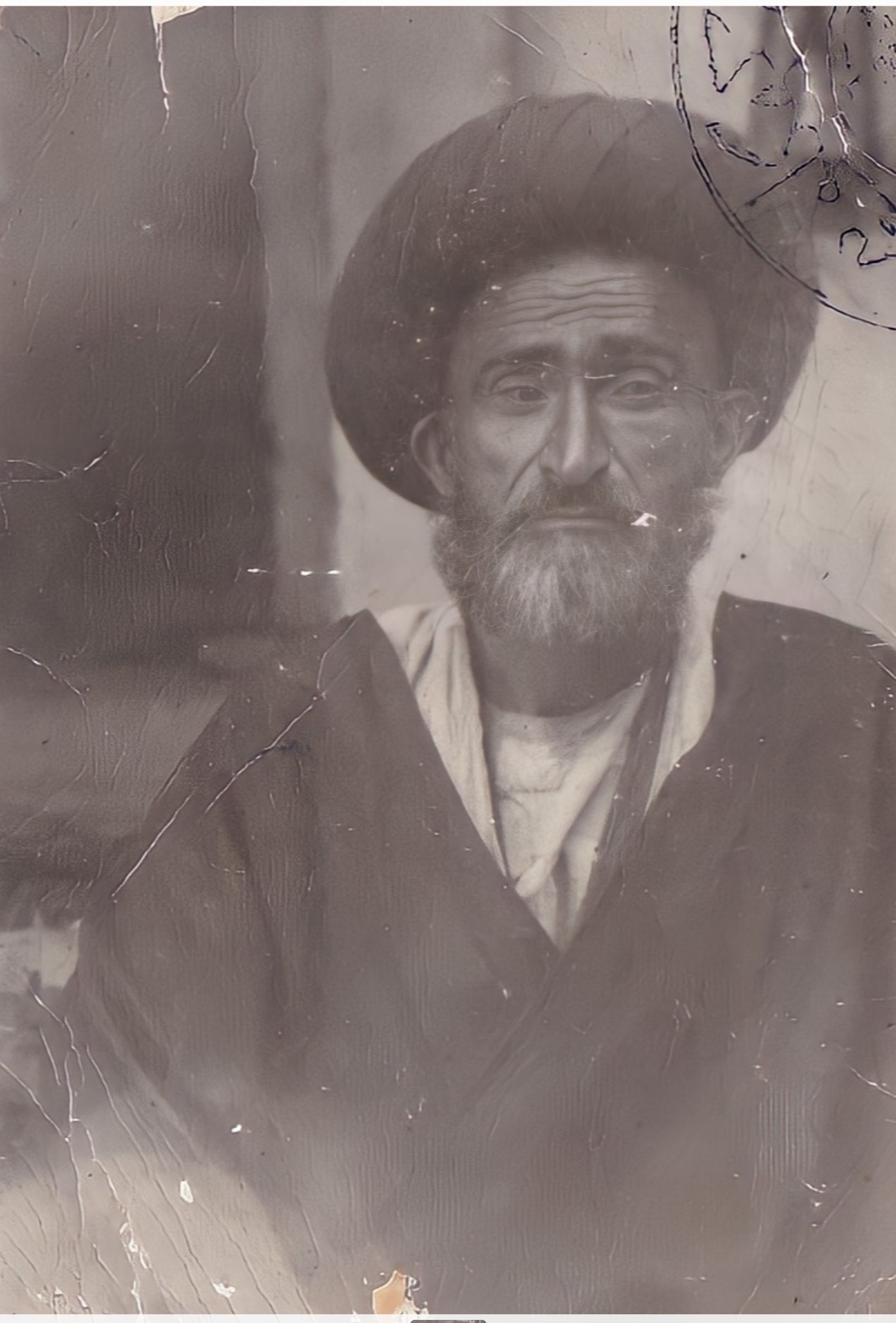
آمیر محمدلطیف رضاتوفیقی

علاالدوله با توجه به دوستی خود با کریم‌خان برای دلجویی به او برای گرفتن مالیات توپخانه داد که قلعه‌های خوانین که مالیات نمی‌دادند را در هم بکوبد. شعاع‌السلطنه از ۱۳۲۲ تا ۱۳۲۳ قمری بجای علاالدوله حاکم فارس شد و همین سیاست را در مورد کریم خان گرفت. درسال ۱۳۲۳ قمری در دوره مظفرالدین شاه، شعاع‌السلطنه جای خود را بعلت نارضایتی مردم غلامحسین غفاری (صاحب اختیار) . کمک های نظامی حاکمان فارس به کریم خان نه تنها باعث شعله ور شدن  درگیری خاندانی میان کریم خان و پسر عمو هایش برای رسیدن به ایلخانی شد بلکه باعث حمله کریم خان به ایلات مختلف لر شد   ولی برخی مورخان نیز اعتقاد دارند حاکمان فارس به دستور کارگزاران قاجار، به خاطر اینکه آشوب براه بیندازند و مانعی در مقابل مشروطه شوند کریم خان بهادرالسلطنه را آزاد گذاشتند. دشمنی میان ایلات لر و خاندان قاجار یک دشمنی دیرینه بود 
کریم خان بویراحمدی، به زیدون ملک خوانین بختیاری و ایل رستم ممسنی وایل باوی و ایل دشمن زیاری وبهمئی و مناطق مختلف بویراحمد را هم همچون، اسپر ودیل حمله کرد و حتی شهر دهدشت چند مرحله توسط کریم خان و بعدها پسرش  سرتیپ خان غارت شد. در مدح کریم خان بیت معروف لری زیر را سرودند:
پازَن تنگِ چَویل بز دیل اِسپَر
زِرِ بیل مارگون با هم ایخرن بَر
پازن بمعنای بز نر از تنگ چویل با بز دیل اسپر زیر آبشار مارگون (سه منطقه مهم کهگیلویه و گچساران و بویراحمد) باهم حرکت می‌کنند. این بیت استعاره از تسلط کامل خان بر کل استان کهگیلویه و بویراحمد داشت. ناگفته نماند که در تقسیمات کشوری آن دوران کهگیلویه جزو خوزستان و بویراحمد جزو فارس بود و هنوز استان کهگیلویه و بویراحمد تشکیل نشده بود.

## حمله به ایلات مجاور

وسط کریم خان بهادرالسلطنه بویراحمدی، نفر سمت راست او ملاحسینقلی خان و نفر سمت چپ او کا دُهراب قایدگیوی

خدا کرم خان پدر بزرگ کریم خان بهادر السلطنه در اواسط دوره قاجاریه توانست ایل نوئی را در منطقه امروزی بویراحمد شکست دهد  و طوایف ایل نوئی جذب ایلات بویراحمدو چرام ودشمن زیاری شدند کریم خان بعد از کشتن عموی خود و به قدرت رسیدن توانست دیگر طوایف و ایلات منطقه را ضمیمه قلمرو خود کندکریم خان در حمله به ایل های دشمن زیاری و بهمئی موفقیتی به  دست نیاورد و به سمت بویراحمد عقب نشینی کرد . سپس به رستم ممسنی تاخت و آنجا را هم غارت کرد و ۴۰ نفر در آن درگیری کشته شدند و عبدالرضاخان را به اسیری برد. شکرالله خان بویراحمدی پسر عموی کریم خان بعد از کشته شدن پدرش توسط کریم خان  به خوانین بختیاری پناهنده شد .باعث حمله کریم خان به طایفه لرکی بختیاری  وبویراحمد سفلی  شد در آن زمان حکومت قانونی  کهگیلویه 
دست بختیاری بود .شکرالله خان با پا در میانی امیر مفخم بختیاری  حاکم بهبهان توانست به خانی بویراحمد سفلی برسد نوشته کتاب نهضت مشروطه خواهی مردم فارس در انقلاب مشروطیت با وساطت حاکمان فارس پایان یافت.
شکرالله خان پسر عموی کریم خان پس از کشته شدن پدرش هادی خان در یک جنگ و درگیری خاندانی توسط کریم خان به سمت بویراحمد سفلی (پایین)عقب نشینی کرد. کریم خان حمله هایی به سمت بویراحمد سفلی و حتی طایفه لرکی بختیاری انجام داد تا شکرالله خان را کامل از میان بردارد ولی موفقیت چندانی به دست نیاورد، این جنگ خاندانی حتی بعد از مرگ کریم خان در زمان پسرش سرتیپ خان هم به شدت ادامه داشت، تا با پادرمیانی سردار جنگ بختیاری حاکم بهبهان بویراحمد سفلی به شکرالله خان و بویراحمد علیا به سرتیپ خان رسید و جنگ خاتمه یافت. مهم ترین دلیلی که شکرالله خان بعد از شکست از کریم خان دوباره به قدرت رسید ،این بود که کریم خان با تندرویی وحمله به مناطق مختلف بویراحمد از جمله اسپر و دیل و دیگر ایلات مجاور باعث ناامنی و نارضایتی مردم هم از درون ایل بویراحمد و هم بیرون نصبت به کریم خان شده بود .و زمینه برای به قدرت رسیدن شکرالله خان درون ایل بویراحمد هم فراهم بود.

## تلاش شکرالله خان برای رسیدن به ایلخانی بویراحمد
شکرالله خان پسر عموی  کریم خان بهادرسلطنه پس از کشته شدن پدرش هادی خان  در یک جنگ و درگیری خاندانی توسط کریم خان  به سمت بویراحمد سفلی پایین  فرار می کند  کریم خان حمله های به سمت بویراحمد سفلی و حتی طایفه لرکی بختیاری  انجام داد تا شکرالله خان را کامل از میان بردارد ولی موفقیت چندانی به دست نیاورد این جنگ خاندانی حتی بعد از مرگ کریم خان در زمان پسرش سرتیپ خان هم به شدت ادامه داشت تا با پادرمیانی  سردار جنگ بختیاری حاکم بهبهان  قسمت  بویراحمد سفلی  به شکرالله خان رسید و بویراحمد علیا به سرتیپ خان رسید و جنگ خاتمه یافت 
مهم ترین دلیلی که شکرالله خان  بعد از شکست از کریم خان  دوباره به قدرت رسید این بود که کریم خان با تند رویی و حمله به مناطق مختلف بویراحمد  از جمله دیل و اسپر و دیگر ایلات مجاور  باعث ایجاد نا امنی  و نارضایتی  مردم هم از درون ایل بویراحمد و هم بیرون شده بود و زمینه برای  به قدرت رسیدن شکرالله خان درون ایل بویراحمد  فراهم شده بود

یقین به عرض رسیده که کریم خان بویراحمدی سیصد از خانوار ایل بختیاری را غارت کرده از اموال منهوبه اغراق می‌گویند. بنده بعد از رسیدگی عرض می‌کند. یقین است خاطر مبارک از شرارت‌های بی حد و اندازهٔ کریم خان مسبوق است. محض رضای خدا دفع این دزد شریر را همت کنید. چاکر متعهد است به محض رسیدن حکم، او را مغلولاً به شیراز بفرستد. بنده قدیمی علی قلی بختیاری.
صولت الدوله قشقایی هم هماهنگ با بختیاری‌ها نه برای کمک به تحقق خواسته‌های آنها در ۱۵ محرم تلگرافی به شرح زیر از رامهرمز برای صاحب اختیار مخابره کرد:
دستخط مطاع مبارک تلگرافی در اظهار چاکر نوازی و مرحمت دربارهٔ جناب اجل سالار ارفع در رامهرمز زیارت شد و علنی به نظرشان رسانید فوق آنچه عرض نمایند در تمام مجلس تشکرات الطاف مبذوله را دربارهٔ خود و خانزاد دارد و در چاکری آستان مبارک بی‌اندازه ساعی و در جلوگیری بختیاری اهتمام نموده و می‌نماید و آنچه باید به چاکر امیدواری بدهد داده. محرمان به عرض می‌رساند برای حکومت بهبهان ۵۰۰۰ علاوه بر مأخذ مالیه تقدیم می‌نماید و همه وقت با تمام ایل در بهبهان و کهگیلویه برای جان‌نثاری و هر نوع رجوع اوامر مقدسه مطلع حاضرند. حضرت اشرف مدظله مسبوق هستند غیر از اینها کسی نمی‌تواند بهبهان را منظم و مالیات را تا دینار آخر وصول نماید. هر گاه اجازه می‌فرمایید اگر ممکن شود چیزی اضافه نموده ختم عمل را به عرض برساند. چاکر اسمعیل
تلگراف بعدی صولت الدوله ۱۶ محرم بود. سردار مکرم حاکم خوزستان هم در ۱۶ محرم تلگرافی به تهران جهت سرکوب کریم خان می‌زند.
مظفرالدین شاه به صدراعظم دستور داد کریم خان را دستگیر کند. عین الدوله در ۷ صفر ۱۳۲۴ قمری به صاحب اختیار تلگراف می‌زند:
از قرار راپورت تگلرافی که از کازرون به عرض خاکپای جواهر آسای مبارک اقدس ملوکانه روحنا فداه رسیده و تلگراف دیگر که که به توسط معاون اتجار ملاحظه شد، شب ۱۹ محرم کریم خان بویراحمد و اسدخان باوی با جمعیت زیاد به رستم که جزو ممسنی است ریخته، چهل نفر از اهالی رستم را کشته وجمعی را زخمدار کرده و عبدالرضاخان مباشر آنجا را گرفته و برده مقدار کل اموال آنها را غارت کرده، قلعه و برجهایی که محل مستحفظ بوده‌است تصرف کرده‌اند. وقوع این قضیه در خاک پای جواهر آسای مبارک محل تعجب گردید. مقرر فرمودند چندی قبل هم کریمخان مرتکب این حرکات شده و محل رستم را غارت کرده و چند نفر را هم به قتل رسانده بود که مقرر گردید حتماً او را دستگیر کرده و بسزا برسانند. حال هم این راپورت و تلگراف‌ها رسیده‌است. چه اقدامی در این باب کرده‌اید؟ البته سریعاً مأمورین مخصوص فرستاده اقدامات سریع عمل آورده حتماً و بلاعذر کریم خان را دستگیر کرده و آنچه را که از محل رستم به غارت برده تمام و کمال گرفته رد کرده و در خصوص مقتولین هم خون بست نموده دیه خراجات را گرفته رد کرده طایفه بویراحمد را از خاک رستم و محل مستحفظین خارج نموده عبدالرضا خان مباشر را که گرفته برده‌اند مستخلص ساخته تقویت لازم را در حفظ ممسنی با مشارٌ‌الیه فرموده مستحفظی که برای آنجا معمول و مرسوم است معین کرده و دستگیری کریم خان سعی وجهد بلیغ نموده نتیجه اقدامات را زود اطلاع دهید به عرض برسد. سلطان عبدالمجید
صاحب اختیار علاوه بر تلگراف‌های فوق در نامه‌هایی به عین الدوله، به صراحت از تحریک کریم خان به دست علاء الدوله سخن می‌گوید و در همین نامه‌ها به صدراعظم یادآوری می‌کند که دولت امکانات و توانایی نظامی لازم را برای مقابله با کریم خان ندارد و بنابراین باید از یک سو، برای تقویت وضعیت نظامی تلاش کنند و سوی دیگر با کریم خان به مذاکره بنشینند حتی الامکان از طریق مسالمت آمیز قضیه را پایان دهد:
محرمانه عرض می‌کنم کریم خان باسابقه اطمینانی که از او داشتم و تعهداتی که در بدو ورود کتبی و تلگرافی با فدوی کرده بود، بدون تحریک این کار را که غارت کردن و چاپیدن ایل لرکی است در خیال بودم چگونه کرده‌است. پس از قراری که تحقیقا معلوم شد این مسئله به اغوا و تحریک جناب علا الدوله است. اگرچه به خواست خدا و توجهات مخصوصه، اقدام‌های لازم را کرده و طوری می‌کند که اسباب آسایش خیال مقدس باشد. استرداد غارتی که کرده‌است فراهم کرده و تنبیه لازم را از او خواهد کرد که بعد از این مرتکب این گونه حرکات نشود. ولی همین قدر عرض می‌کنند که خاطر مقدس مسبوق باشد. این نکته را هم عرض بکنم درصورتی که به خوشی و خوبی این اموال را رد نکند و جبران این حرکت جسورانه را ننماید، به واسطه تنبیه سایرین و خود او که خیلی از (یک کلمه نامفهوم) اطاعت منحرف خواهد شد در تنبیه او ناچارم و باید تنبیه شود اگرچه آن وقت هم بدون استیذان و اجازه اقدامی نخواهم کرد.
او در نامهٔ دیگر به عین الدوله می‌نویسد:
کار کریم خان معلوم شد به واسطه تحریکات طهران است که عرض کرده‌ام ولی انشاالله به خوبی و خوشی انجام می‌شود و اگر نشد ناچار به‌طور صحیح باید تنبیه سخت شود ولو به عدم او هم باشد. کریم خان معرف حضور مبارک است. از اشرار و یاغی‌ها است که مالیات خود را به زحمت می‌دهد و همیشه مشغول این کارها بوده‌است اگر انشاالله به‌طور خوب و خوش اصلاح کار را نمود که خودش مطیع شود چه بهتر، والا اقداماتی که در مایهٔ او باید بشود، به عرض می‌رسانم، هر دستورالعمل مرحمت شود اطلاعات می‌کنم.
صاحب اختیار در نامه مفصل دیگری به صدر اعظم، مسائل مهمی را در مورد نحوه برخورد با کریم خان مطرح می‌کند که نظر اهمیت مفاد آن به نقل آن می‌پردازیم:
قربان حضور مبارک شوم، ظهر روز شنبه و مشغول عرایض پستی بودم به زیارت دست خط رمز تلگرافی در مسئله کریم خان بویر احمدی نائل گردید. جوابی تلگرافی به عرض رساندم و لازم دید ترتیب کار او را مشروحی عرضه دارم. کریم خان بویراحمدی از اشرار یاغی معروف شیراز است که پیش هیچ حاکم حتی حاکم بهبهان که جز اوست نیامده، مگر در حکومت جناب علاالدوله که به شیراز آمده و فوق‌العاده طرف توجه ایشان بوده که اغلب با هم بازی تخته می‌کردند. بعد از عزل ایشان که رفته، همین‌طور در قلعه خود که بسیار محکم است منزل کرده و بیشتر اوقات مشغول غارت و این نوع شرارت‌ها بوده. در اول ورود فدوی که تفصیل حال او را به فدوی احضار کردند، درجواب تلگراف تبریک ورود فارس او اظهار مهربانی کردم و نوشتم زودتر مالیات خود را پرداخته و خودت بیا شیراز که دربارهٔ تو کمال مهربانی را دارم. جواب خوبی هم داده بود که با کمال اطاعت حاضر و مالیات خود خود را هم با آدم مخصوص می‌فرستم و خودم هم می‌آیم که تلگراف او حاضر است.
وزیر مخصوص که پست والی شیراز خود را در خطر دید، طی تلگرافی بدین مظمون به سپهدار ضمن اشاره به حوادث نوشت:
از حضرتعالی محترمانه استدعا دارم اگر حاکم دیگری معین شده به بنده محرمانه بفرمایید که دست و پای خود را جمع کنم وبیش از این مفتضح و آلوده نشوم. آدم بنده الان در بویراحمد با کریم خان مشغول سؤال و جواب و تسویه غارت لرکی بختیاری و ممسنی است.
آنچه که از این تلگراف ها و سرنوشت کریم خان بهادر السلطنه برمی‌آید نشان از ضعف همه در مقابل خان داشت و نقشه از میان برداشتن وی در فرصت مناسب بدون جنگ، بین خوانین فوق و مقامات دولتی در فرصت مناسب مورد توافق بود.

## عدم تمکین کدخدای سی‌سخت
ملاقباد کدخدای سی‌سخت باتوجه به اینکه پسرخاله کریم خان بود از دادن خراج شانه خالی می‌کرد. کریم خان پس از چند بار پیغام عدم اجرای آن اقدام به حمله و غارت کل سی سخت کرد. ملاقباد که یارای مقابله با غارت سی سخت را نداشت از سی سخت گریخت ولی در راه در منطقه صعب العبور کمین کرده و جنگ بین دو طرف راه می‌افتد. پس از چند ساعت درگیری سرانجام با وساطتت حاج قوام فلاردی غایله تمام می‌شود. با توجه به نسبت فامیل دو طرف توافق می‌شود که پسر ملاقباد، ملاامیر قلی به همراه تعدادی از محترمین سی‌سخت با کریم خان بعنوان تضمین به تل خسرو محل استقرار کریم خان اعزام شوند و ملاقباد هرسال خراج را پرداخت کند. کریم خان پس از مراجعت سر ملا امیر قلی را می‌تراشد و در شهر برای عبرت دیگر کدخدایان ایل، سوار بر گاو می‌چرخاند. سپس او وهمراهانش را زندانی می‌کند و این امر باعث سرخوردگی شدید ملاقباد می‌شود   این اتفاقات باعث همکاری کد خدایی سیسخت با دشمنان کریم خان بخصوص فرزندان هادی خان و ولی خان شد و با کمک ان ها کریم خان را در سال 1325ق به قتل رساندن.

## کشته شدن کریم خان
ولی خان وهادی خان  عموهای کریم خان بهادرسلطنه از سویی حکومت مرکزی به ایلخانی و ایلبیگی  بویراحمد منصوب شدن ولی کریم خان بهادر سلطنه در سال ۱۳۱۶ با کمک برخی طوایف عمو های خود را شکست داد و امور ایل را به دست گرفت ولی ایام حکمرانی او به درازا نکشید و در سال ۱۳۲۵ق گروهی از هواداران پسر های  ولی خان و هادی خان با کمک کدخدایی سی سخت در منطقه نعل اشکنان به قتل رسید.
روایت دیگری از قتل کریم خان وجود دارد که
شکرالله خان و ملامحمدعلی تامرادی مخفیانه از طریق پادنا به همراه میرزا اسدالله کدخدایی بیده وارد سی سخت شده و با ملاقباد که از عملکرد کریم خان بسیار سرخورده بود توافق می کنند.
در این احوال نامه ای از کریم خان به ملاقباد می‌رسد: فردا با ضیغم الدوله نماینده حکومت بهبهان به قلعه چنار میروم. لازم است شما(ملاقباد) وجوهات مالیاتی منطقه سی‌سخت را به قلعه چنار بیاورین.
قبل از این نامه ضیغم الدوله بطور ناگهانی از بهبهان بعنوان میهمان به نزد کریم خان میاد. کریم خان به رسم مهمان نوازی با میمهان خود و تعدادی سوار قصد شکار و سپس حرکت بسمت قلعه چنار می‌کند.
مخالفان کریم خان از فرصت استفاده و قشون خود را جمع کردند و در مسیر حرکت خان در منطقه کوهستانی دلی کالوس و در تنگ نعل اشکنان کمین می‌کنند. با رسیدن کریم خان و همراهان قشون کمین کرده که مشرف به کوههای اطراف بودند حمله می‌کنند و کریم خان و مهمان هایش غافلگیر شدند. در نهایت پس از درگیری ضیغم الدوله اسیر و کریم خان از پشت هدف تیر قرار می‌گیرد و کشته می‌شود و ضیغم الدوله و همراهانش بدون هیچ آسیبی آزاد می‌گردند. پس از قتل کریم خان در سال ۱۳۲۵ قمری،گرچه ایلخانی او کم دوام بود ولی یکی از مقتدرترین خان ها در  کهگیلویه و بویراحمد بود.
بنظر می‌آید بعلت صعب العبور بودن منطقه کهگیلویه نه حکومت قاجار و حکومت های بعدی، نه خوانین بختیاری و نه خوانین قشقایی قدرت بلامنازع در این منطقه را برنمی‌تافتند. گواه این مطلب هم حرکت قشون مقتدر رضاشاه پهلوی برای سرکوب طغیان لرهای استان کهگیلویه و بویراحمد در سنوات بعدی و قتل عام نیروهای دولتی و قشقایی در جنگ تنگ تامرادی است.
عبدالله خان پسر شکرالله خان تا حدی همین مسیر را طی کرد ولی هرگز قدرت کریم خان بهادرالسلطنه را پیدا نکرد.